# Чарлстонский колледж
Чарлстонский колледж (англ. College of Charleston) — государственный университет, расположенный в историческом центре города Чарлстона, штат Южная Каролина, США.

## История
Основанный в 1770 году, Чарлстонский колледж стал первым высшим учебным заведением в штате Южная Каролина и 13-м — в США. Трое из основателей колледжа подписали Декларацию независимости США (Эдвард Ратледж, Артур Миддлтон и Томас Хейвард), и трое — Конституцию США (Джон Ратледж, Чарльз Пинкни и Чарльз Коутсуорт Пинкни).